# Wagnervorhang
Der Wagnervorhang (oder die Wagner-Gardine) ist ein Hauptvorhang im Theater. Er ist mit seiner Kombination eines diagonalen und eines senkrechten Aufzugs eine Variante des „französischen Vorhangs“. 
Der in der Mitte geteilte Vorhang hängt in langen Seilen, die an den Kanten im unteren Drittel der Vorhanghälften befestigt sind. Durch Zug an den Seilen wird der Vorhang diagonal geöffnet und zugleich mit einem senkrechten Zug an der Gardinenstange hochgezogen. Die Vergrößerung der Öffnung, die auf diese Weise zustande kommt, erinnert an eine Irisblende. Der Wagnervorhang gibt meistens die ganze Portalöffnung frei. Der „originale“ Wagnervorhang im Bayreuther Festspielhaus ist graubraun.